# Knooppunt Hautrage
De verkeerswisselaar van Hautrage is een knooppunt tussen de A16/E42 en de A17/E19/E42 nabij Hautrage, een deelgemeente van de Saint-Ghislain in de Belgische provincie Henegouwen. Het knooppunt ligt tussen de provinciehoofdstad Bergen en de Franse stad Valenciennes.
Het knooppunt is onvolledig. Als men de Belgische A-nummering beschouwt, eindigt in Hautrage de A16, die van Doornik in het noordwesten komt, op de A7, die in oost-west-richting tussen Bergen en Valenciennes loopt. Van de A16 kan met echter enkel oostwaarts, richting Bergen, en omgekeerd. Tussen de A16 en het westelijk stuk A7 richting Frankrijk is er geen verbinding. In feite smelten in het knooppunt de snelwegen E42 vanuit Doornik en E19 vanuit Valenciennes samen en lopen verder in oostelijke richting; wat ook blijkt uit de Europese nummering die in die richting doorloopt.
| Aansluitende wegen             | Aansluitende wegen               | Aansluitende wegen        | Aansluitende wegen | Aansluitende wegen |
| ------------------------------ | -------------------------------- | ------------------------- | ------------------ | ------------------ |
|                                |                                  | richting Doornik / Rijsel |                    |                    |
|                                |                                  |                           |                    |                    |
| richting Valenciennes / Parijs | richting Bergen / Brussel / Luik |                           |                    |                    |
|                                |                                  |                           |                    |                    |
|                                |                                  |                           |                    |                    |

Aalbeke · Antwerpen-Centrum · Antwerpen-Haven · Antwerpen-Noord · Antwerpen-Oost · Antwerpen-West · Antwerpen-Zuid · Arquennes · Battice · Beaufays · Beveren · Bois-d'Haine · Brugge · Cerexhe · Charleroi-Nord · Charleroi-Sud · Cheratte · Daussoulx · Destelbergen · Doornik · Familleureux · Fexhe-Slins · Gent-Centrum · Gouy · Grâce-Hollogne · Groot-Bijgaarden · Hautrage · Hauts-Sarts · Heppignies · Heverlee · Hoog-Itter · Houdeng-Goegnies · Jabbeke · Jemappes · Kortrijk-West · Kortrijk-Zuid · Leonardkruispunt · Loncin · Lummen · Machelen · Marcinelle · Marquain · Merelbeke · Moorsele · Neufchâteau · Ranst · Sint-Stevens-Woluwe · Strombeek-Bever · Thiméon · Ville-sur-Haine · Vottem · Wilrijk-Valaar · Zaventem · Zwijnaarde